# Eugène Alexandre Husson
Pour les articles homonymes, voir Husson (homonymie).
Eugène Alexandre Husson, né le 19 mars 1786 à Reims et mort en son domicile le 21 avril 1868 à Fontainebleau, est un général et sénateur du Second Empire.

## Biographie
Le général Husson était fils de Jean Husson, ancien chirurgien de l’Hôtel-Dieu de Reims, et frère de Henri Husson, célèbre médecin de l’Hôtel-Dieu de Paris et membre de l’Académie de médecine.
Élève en 1803 de l’École militaire de Fontainebleau, Husson fit avec le  25e Léger les campagnes de Prusse et de Pologne. Fait prisonnier en Espagne, il resta sur les pontons anglais de 1808 à 1814. Il reçut de la Restauration son grade de chef de bataillon (1819), et, sous la monarchie de Juillet, devint successivement lieutenant-colonel du  33e de Ligne et colonel du  42e.
Maréchal de camp en 1845, le général Husson fut mis à la retraite en 1848. Il fut alors choisi pour colonel de la garde nationale de Troyes et porté comme candidat à l'Assemblée législative. Il fit partie, dans cette assemblée, de la majorité contre-révolutionnaire. En 1850, il était l'un des membres éminents de la Société du Dix-Décembre, une organisation bonapartiste. Il a été élevé à la dignité de sénateur du Second Empire par décret du 25 janvier 1852.
Le général Husson a publié, de 1819 à 1822, quelques petits Manuels d’instruction militaire, un Aide-mémoire de l’officier supérieur d’infanterie, etc.
Il est le gendre du général Pierre Edmé Gautherin.